# Fernando Gago
Fernando Rubén Gago (Ciudadela, 10 aprile 1986) è un allenatore di calcio ed ex calciatore argentino, di ruolo centrocampista. Con la nazionale argentina è stato vicecampione del mondo nel 2014.

## Biografia
Dal luglio 2011 è sposato con l'ex tennista Gisela Dulko. È soprannominato El Pintita, per il suo aspetto.

## Carriera

### Giocatore

#### Club

##### Gli inizi

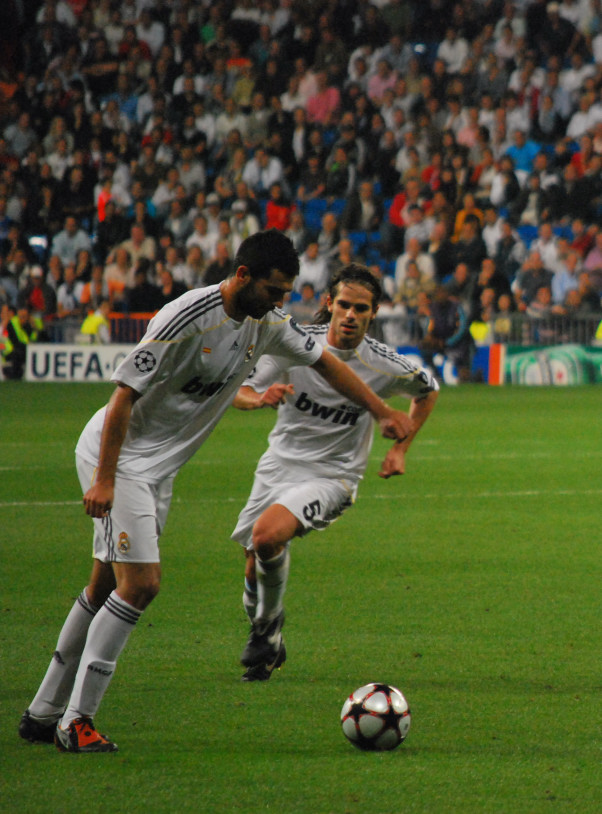
Gago (in secondo piano) con la maglia del Real Madrid nel 2009.

Esordisce da calciatore professionista nel 2005 tra le file del Boca Juniors. Gago si mette subito in mostra fino a diventare nella stagione 2005-2006 uno dei punti di forza della squadra. Il primo gol con la maglia del Boca lo realizza il 1º ottobre 2006 contro il Vélez Sarsfield alla Bombonera. In tre stagioni vince due titoli nazionali e tre titoli internazionali.

##### Real Madrid e Roma
Nel gennaio 2007 passa al Real Madrid per 20,5 milioni di euro, firmando un contratto da 3 milioni di euro a stagione. A Madrid gioca per quattro stagioni e mezza, vincendo due campionati spagnoli, una Coppa del Re e una Supercoppa di Spagna.
Il 31 agosto 2011 si trasferisce alla Roma in prestito oneroso per 500.000 euro, con diritto di riscatto fissato a 7 milioni di euro. L'11 settembre 2011 debutta in campionato nella gara contro il Cagliari allo Stadio Olimpico, persa per 1-2, sostituendo nel secondo tempo Aleandro Rosi. Il 20 novembre segna il suo primo gol in maglia giallorossa contro il Lecce (2-1), che risulterà decisivo per la vittoria finale.

##### Valencia, ritorno in patria e ritiro
Il 19 luglio 2012 viene acquistato dal Valencia per 3,5 milioni di euro. Dopo 18 presenze totali con la maglia del Valencia, nel gennaio 2013 decide di tornare in patria, trasferendosi in prestito al Vélez Sarsfield. Con la maglia del Vélez vince il campionato.
A fine stagione ritorna al Valencia, ma viene ceduto il 24 luglio 2013 al Boca Juniors. Dopo 6 anni, in cui vince tre campionati argentini e una coppa nazionale, resta svincolato.
Nel luglio 2019 si accorda con il Vélez Sarsfield, con il quale si ritira il 10 novembre 2020.

#### Nazionale
Ha preso parte con l'Argentina ai Mondiali Under-20 del 2005 e alle Olimpiadi di Pechino del 2008.
Ha fatto la sua prima presenza da titolare con la nazionale argentina il 7 febbraio 2007 contro la Francia. Nonostante sia stato regolarmente convocato nelle qualificazioni e nelle amichevoli il CT dell'Argentina Diego Maradona non lo chiama per il Mondiale 2010 in Sudafrica.
Nel giugno 2011 viene convocato dal CT Batista per la Coppa America di luglio. Fa parte della nazionale albiceleste in occasione dei Mondiali 2014 e della Copa America 2015, chiusi in entrambi i casi al secondo posto.

### Allenatore

#### Gli inizi, Aldosivi
Il 16 gennaio 2021, dopo due mesi dal ritiro dal calcio giocato, diventa il nuovo tecnico dell'Aldosivi, iniziando così la carriera di allenatore. Il 28 settembre seguente, dopo aver collezionato sei sconfitte consecutive, si dimette dall'incarico.

#### Racing Avellaneda
Il 21 ottobre diventa il nuovo allenatore del Racing Club. Il 30 giugno 2022 rinnova con il club fino al 31 dicembre 2023. Nella Primera Division 2022 finisce in seconda posizione, a soli due punti dal Boca Juniors, pur esprimendo un ottimo calcio. Il 6 novembre 2022 vince il primo titolo da allenatore, battendo proprio il Boca Juniors nella finale del Trofeo de Campeones. Due mesi più tardi, contro gli stessi rivali, vince un altro titolo, la Supercopa Internacional.
A causa della sconfitta per 2-0 contro l’Independiente di Carlos Tévez il 1º ottobre 2023 rassegna le dimissioni da tecnico, chiude la sua esperienza con il club dopo aver totalizzato 53 vittorie, 30 pareggi e 26 sconfitte.

#### Club Deportivo Guadalajara
Il 21 dicembre 2023 firma per i messicani del Guadalajara per sostituire il tecnico Veljko Paunovic. Il 10 ottobre 2024, Gago risolve il contratto con la società messicana, versando 1,5 milioni di dollari a fronte della clausola rescissoria.

#### Boca Juniors
Nella notte fra il 14 e il 15 ottobre 2024, viene annunciato il suo ritorno in Argentina come nuovo tecnico del Boca Juniors, subentrando al dimissionario Diego Hernán Martínez. Conclude la stagione al 5º posto in campionato, portando il Boca alla qualificazione in coppa Libertadores.
Nonostante la qualificazione agli ottavi di finale del Torneo Apertura, grazie al primo posto nel suo girone, il 29 aprile 2025 Gago viene sollevato dall'incarico, complici l'eliminazione dai preliminari della Coppa Libertadores 2025 e la sconfitta per 2-1 nel Superclásico contro il River Plate.

## Statistiche

### Presenze e reti nei club
| Stagione               | Squadra                | Campionato             | Campionato | Campionato | Coppe nazionali | Coppe nazionali | Coppe nazionali | Coppe continentali | Coppe continentali | Coppe continentali | Altre coppe | Altre coppe | Altre coppe | Totale | Totale |
| Stagione               | Squadra                | Comp                   | Pres       | Reti       | Comp            | Pres            | Reti            | Comp               | Pres               | Reti               | Comp        | Pres        | Reti        | Pres   | Reti   |
| ---------------------- | ---------------------- | ---------------------- | ---------- | ---------- | --------------- | --------------- | --------------- | ------------------ | ------------------ | ------------------ | ----------- | ----------- | ----------- | ------ | ------ |
| 2004-2005              | Boca Juniors           | PD                     | 15         | 0          | -               | -               | -               | CL                 | 1                  | 0                  | -           | -           | -           | 16     | 0      |
| 2005-2006              | Boca Juniors           | PD                     | 34         | 0          | -               | -               | -               | RS+CS              | 2+6                | 0                  | -           | -           | -           | 42     | 0      |
| 2006-gen. 2007         | Boca Juniors           | PD                     | 21         | 1          | -               | -               | -               | RS+CS              | 2+1                | 0                  | -           | -           | -           | 24     | 1      |
| gen.-giu. 2007         | Real Madrid            | PD                     | 13         | 0          | CS              | 2               | 0               | UCL                | 2                  | 0                  | -           | -           | -           | 17     | 0      |
| 2007-2008              | Real Madrid            | PD                     | 31         | 0          | CS              | 5               | 0               | UCL                | 6                  | 0                  | SS          | 1           | 0           | 43     | 0      |
| 2008-2009              | Real Madrid            | PD                     | 26         | 1          | CS              | 1               | 0               | UCL                | 6                  | 0                  | SS          | 0           | 0           | 33     | 1      |
| 2009-2010              | Real Madrid            | PD                     | 18         | 0          | CS              | 2               | 0               | UCL                | 2                  | 0                  | -           | -           | -           | 22     | 0      |
| 2010-2011              | Real Madrid            | PD                     | 4          | 0          | CS              | 3               | 0               | UCL                | 0                  | 0                  | -           | -           | -           | 7      | 0      |
| Totale Real Madrid     | Totale Real Madrid     | Totale Real Madrid     | 92         | 1          |                 | 13              | 0               |                    | 16                 | 0                  |             | 1           | 0           | 122    | 1      |
| 2011-2012              | Roma                   | A                      | 30         | 1          | CI              | 2               | 0               | UEL                | -                  | -                  | -           | -           | -           | 32     | 1      |
| 2012-2013              | Valencia               | PD                     | 13         | 0          | CS              | 1               | 0               | UCL                | 4                  | 0                  | -           | -           | -           | 18     | 0      |
| 2013                   | Vélez Sarsfield        | PD                     | 3          | 0          | -               | -               | -               | CL                 | 4                  | 1                  | -           | -           | -           | 7      | 1      |
| 2013-2014              | Boca Juniors           | PD                     | 20         | 0          | -               | -               | -               | -                  | -                  | -                  | -           | -           | -           | 20     | 0      |
| 2014                   | Boca Juniors           | PD                     | 10         | 1          | CA              | 1               | 0               | CS                 | 6                  | 0                  | -           | -           | -           | 17     | 1      |
| 2015                   | Boca Juniors           | PD                     | 14         | 2          | CA              | 3               | 1               | CL                 | 6                  | 0                  | -           | -           | -           | 23     | 3      |
| 2016                   | Boca Juniors           | PD                     | 11         | 0          | CA              | 1               | 0               | CL                 | 6                  | 1                  | -           | -           | -           | 18     | 1      |
| 2016-2017              | Boca Juniors           | PD                     | 16         | 2          | -               | -               | -               | -                  | -                  | -                  | -           | -           | -           | 16     | 2      |
| 2017-2018              | Boca Juniors           | PD                     | 6          | 0          | CA              | 3               | 0               | CL                 | 5                  | 0                  | -           | -           | -           | 14     | 0      |
| 2018-2019              | Boca Juniors           | PD                     | 8          | 0          | CA              | 1               | 0               | -                  | -                  | -                  | -           | -           | -           | 9      | 0      |
| Totale Boca Juniors    | Totale Boca Juniors    | Totale Boca Juniors    | 155        | 6          |                 | 9               | 1               |                    | 35                 | 1                  |             | -           | -           | 199    | 8      |
| 2019-2020              | Vélez Sarsfield        | PD                     | 13         | 0          | CA              | 1               | 0               | CL                 | 2                  | 0                  | -           | -           | -           | 16     | 0      |
| Totale Vélez Sarsfield | Totale Vélez Sarsfield | Totale Vélez Sarsfield | 16         | 0          |                 | 1               | 0               |                    | 6                  | 1                  |             | -           | -           | 23     | 1      |
| Totale carriera        | Totale carriera        | Totale carriera        | 306        | 8          |                 | 26              | 1               |                    | 61                 | 2                  |             | 1           | 0           | 394    | 11     |

### Cronologia presenze e reti in nazionale
| Cronologia completa delle presenze e delle reti in nazionale ― Argentina | Cronologia completa delle presenze e delle reti in nazionale ― Argentina | Cronologia completa delle presenze e delle reti in nazionale ― Argentina | Cronologia completa delle presenze e delle reti in nazionale ― Argentina | Cronologia completa delle presenze e delle reti in nazionale ― Argentina | Cronologia completa delle presenze e delle reti in nazionale ― Argentina | Cronologia completa delle presenze e delle reti in nazionale ― Argentina | Cronologia completa delle presenze e delle reti in nazionale ― Argentina |
| Data                                                                     | Città                                                                    | In casa                                                                  | Risultato                                                                | Ospiti                                                                   | Competizione                                                             | Reti                                                                     | Note                                                                     |
| ------------------------------------------------------------------------ | ------------------------------------------------------------------------ | ------------------------------------------------------------------------ | ------------------------------------------------------------------------ | ------------------------------------------------------------------------ | ------------------------------------------------------------------------ | ------------------------------------------------------------------------ | ------------------------------------------------------------------------ |
| 7-2-2007                                                                 | Parigi                                                                   | Francia                                                                  | 0 – 1                                                                    | Argentina                                                                | Amichevole                                                               | -                                                                        |                                                                          |
| 2-6-2007                                                                 | Basilea                                                                  | Svizzera                                                                 | 1 – 1                                                                    | Argentina                                                                | Amichevole                                                               | -                                                                        | 89’                                                                      |
| 5-6-2007                                                                 | Barcellona                                                               | Algeria                                                                  | 3 – 4                                                                    | Argentina                                                                | Amichevole                                                               | -                                                                        | 46’                                                                      |
| 28-6-2007                                                                | Maracaibo                                                                | Argentina                                                                | 4 – 1                                                                    | Stati Uniti                                                              | Coppa America 2007 - 1º turno                                            | -                                                                        | 87’                                                                      |
| 5-7-2007                                                                 | Barquisimeto                                                             | Argentina                                                                | 1 – 0                                                                    | Paraguay                                                                 | Coppa America 2007 - 1º turno                                            | -                                                                        |                                                                          |
| 8-7-2007                                                                 | Barquisimeto                                                             | Argentina                                                                | 4 – 0                                                                    | Perù                                                                     | Coppa America 2007 - Quarti di finale                                    | -                                                                        | 71’                                                                      |
| 11-7-2007                                                                | Puerto Ordaz                                                             | Messico                                                                  | 0 – 3                                                                    | Argentina                                                                | Coppa America 2007 - Semifinale                                          | -                                                                        | 78’                                                                      |
| 22-8-2007                                                                | Oslo                                                                     | Norvegia                                                                 | 2 – 1                                                                    | Argentina                                                                | Amichevole                                                               | -                                                                        | 78’                                                                      |
| 11-9-2007                                                                | Melbourne                                                                | Australia                                                                | 0 – 1                                                                    | Argentina                                                                | Amichevole                                                               | -                                                                        | 72’                                                                      |
| 13-10-2007                                                               | Buenos Aires                                                             | Argentina                                                                | 2 – 0                                                                    | Cile                                                                     | Qual. Mondiali 2010                                                      | -                                                                        | 68’                                                                      |
| 16-10-2007                                                               | Maracaibo                                                                | Venezuela                                                                | 0 – 2                                                                    | Argentina                                                                | Qual. Mondiali 2010                                                      | -                                                                        | 69’ 75’                                                                  |
| 17-11-2007                                                               | Buenos Aires                                                             | Argentina                                                                | 3 – 0                                                                    | Bolivia                                                                  | Qual. Mondiali 2010                                                      | -                                                                        | 69’                                                                      |
| 20-11-2007                                                               | Bogotà                                                                   | Colombia                                                                 | 2 – 1                                                                    | Argentina                                                                | Qual. Mondiali 2010                                                      | -                                                                        |                                                                          |
| 26-3-2008                                                                | Il Cairo                                                                 | Egitto                                                                   | 0 – 2                                                                    | Argentina                                                                | Amichevole                                                               | -                                                                        |                                                                          |
| 4-6-2008                                                                 | San Diego                                                                | Messico                                                                  | 1 – 4                                                                    | Argentina                                                                | Amichevole                                                               | -                                                                        | 78’                                                                      |
| 8-6-2008                                                                 | New York                                                                 | Stati Uniti                                                              | 0 – 0                                                                    | Argentina                                                                | Amichevole                                                               | -                                                                        |                                                                          |
| 15-6-2008                                                                | Buenos Aires                                                             | Argentina                                                                | 1 – 1                                                                    | Ecuador                                                                  | Qual. Mondiali 2010                                                      | -                                                                        | 45’                                                                      |
| 18-6-2008                                                                | Belo Horizonte                                                           | Brasile                                                                  | 0 – 0                                                                    | Argentina                                                                | Qual. Mondiali 2010                                                      | -                                                                        | 60’                                                                      |
| 10-9-2008                                                                | Lima                                                                     | Perù                                                                     | 1 – 1                                                                    | Argentina                                                                | Qual. Mondiali 2010                                                      | -                                                                        | 69’                                                                      |
| 19-11-2008                                                               | Glasgow                                                                  | Scozia                                                                   | 0 – 1                                                                    | Argentina                                                                | Amichevole                                                               | -                                                                        |                                                                          |
| 11-2-2009                                                                | Marsiglia                                                                | Francia                                                                  | 0 – 2                                                                    | Argentina                                                                | Amichevole                                                               | -                                                                        |                                                                          |
| 28-3-2009                                                                | Buenos Aires                                                             | Argentina                                                                | 4 – 0                                                                    | Venezuela                                                                | Qual. Mondiali 2010                                                      | -                                                                        |                                                                          |
| 1-4-2009                                                                 | La Paz                                                                   | Bolivia                                                                  | 6 – 1                                                                    | Argentina                                                                | Qual. Mondiali 2010                                                      | -                                                                        |                                                                          |
| 6-6-2009                                                                 | Buenos Aires                                                             | Argentina                                                                | 1 – 0                                                                    | Colombia                                                                 | Qual. Mondiali 2010                                                      | -                                                                        | 45’                                                                      |
| 10-6-2009                                                                | Quito                                                                    | Ecuador                                                                  | 2 – 0                                                                    | Argentina                                                                | Qual. Mondiali 2010                                                      | -                                                                        | 74’                                                                      |
| 10-9-2009                                                                | Asunción                                                                 | Paraguay                                                                 | 1 – 0                                                                    | Argentina                                                                | Qual. Mondiali 2010                                                      | -                                                                        |                                                                          |
| 14-11-2009                                                               | Madrid                                                                   | Spagna                                                                   | 2 – 1                                                                    | Argentina                                                                | Amichevole                                                               | -                                                                        | 64’ 75’                                                                  |
| 11-8-2010                                                                | Dublino                                                                  | Irlanda                                                                  | 0 – 1                                                                    | Argentina                                                                | Amichevole                                                               | -                                                                        |                                                                          |
| 9-2-2011                                                                 | Ginevra                                                                  | Argentina                                                                | 2 – 1                                                                    | Portogallo                                                               | Amichevole                                                               | -                                                                        | 62’ 78’                                                                  |
| 20-6-2011                                                                | Buenos Aires                                                             | Argentina                                                                | 4 – 0                                                                    | Albania                                                                  | Amichevole                                                               | -                                                                        | 46’                                                                      |
| 6-7-2011                                                                 | Santa Fe                                                                 | Argentina                                                                | 0 – 0                                                                    | Colombia                                                                 | Coppa America 2011 - 1º turno                                            | -                                                                        | 61’ 90+1’                                                                |
| 11-7-2011                                                                | Córdoba                                                                  | Argentina                                                                | 3 – 0                                                                    | Costa Rica                                                               | Coppa America 2011 - 1º turno                                            | -                                                                        |                                                                          |
| 16-7-2011                                                                | Santa Fe                                                                 | Argentina                                                                | 1 – 1 dts (4 - 5 dtr)                                                    | Uruguay                                                                  | Coppa America 2011 - Quarti di finale                                    | -                                                                        | 90+3’ 97’                                                                |
| 11-11-2011                                                               | Buenos Aires                                                             | Argentina                                                                | 1 – 1                                                                    | Bolivia                                                                  | Qual. Mondiali 2014                                                      | -                                                                        |                                                                          |
| 15-11-2011                                                               | Barranquilla                                                             | Colombia                                                                 | 1 – 2                                                                    | Argentina                                                                | Qual. Mondiali 2014                                                      | -                                                                        | 85’                                                                      |
| 29-2-2012                                                                | Berna                                                                    | Svizzera                                                                 | 1 – 3                                                                    | Argentina                                                                | Amichevole                                                               | -                                                                        | 46’                                                                      |
| 2-6-2012                                                                 | Buenos Aires                                                             | Argentina                                                                | 4 – 0                                                                    | Ecuador                                                                  | Qual. Mondiali 2014                                                      | -                                                                        |                                                                          |
| 9-6-2012                                                                 | East Rutherford                                                          | Argentina                                                                | 4 – 3                                                                    | Brasile                                                                  | Amichevole                                                               | -                                                                        | 12’                                                                      |
| 15-8-2012                                                                | Francoforte                                                              | Germania                                                                 | 1 – 3                                                                    | Argentina                                                                | Amichevole                                                               | -                                                                        |                                                                          |
| 8-9-2012                                                                 | Córdoba                                                                  | Argentina                                                                | 3 – 1                                                                    | Paraguay                                                                 | Qual. Mondiali 2014                                                      | -                                                                        |                                                                          |
| 11-9-2012                                                                | Lima                                                                     | Perù                                                                     | 1 – 1                                                                    | Argentina                                                                | Qual. Mondiali 2014                                                      | -                                                                        | 61’                                                                      |
| 12-10-2012                                                               | Mendoza                                                                  | Argentina                                                                | 3 – 0                                                                    | Uruguay                                                                  | Qual. Mondiali 2014                                                      | -                                                                        |                                                                          |
| 16-10-2012                                                               | Santiago del Cile                                                        | Cile                                                                     | 1 – 2                                                                    | Argentina                                                                | Qual. Mondiali 2014                                                      | -                                                                        |                                                                          |
| 6-2-2013                                                                 | Solna                                                                    | Svezia                                                                   | 2 – 3                                                                    | Argentina                                                                | Amichevole                                                               | -                                                                        | 68’                                                                      |
| 22-3-2013                                                                | Buenos Aires                                                             | Argentina                                                                | 3 – 0                                                                    | Venezuela                                                                | Qual. Mondiali 2014                                                      | -                                                                        | 62’                                                                      |
| 11-9-2013                                                                | Asunción                                                                 | Paraguay                                                                 | 2 – 5                                                                    | Argentina                                                                | Qual. Mondiali 2014                                                      | -                                                                        | 86’                                                                      |
| 5-3-2014                                                                 | Bucarest                                                                 | Romania                                                                  | 0 – 0                                                                    | Argentina                                                                | Amichevole                                                               | -                                                                        | 57’                                                                      |
| 4-6-2014                                                                 | Buenos Aires                                                             | Argentina                                                                | 3 – 0                                                                    | Trinidad e Tobago                                                        | Amichevole                                                               | -                                                                        | 46’                                                                      |
| 7-6-2014                                                                 | La Plata                                                                 | Argentina                                                                | 2 – 0                                                                    | Slovenia                                                                 | Amichevole                                                               | -                                                                        | 58’ 80’                                                                  |
| 15-6-2014                                                                | Rio de Janeiro                                                           | Argentina                                                                | 2 – 1                                                                    | Bosnia ed Erzegovina                                                     | Mondiali 2014 - 1º turno                                                 | -                                                                        | 46’                                                                      |
| 21-6-2014                                                                | Belo Horizonte                                                           | Argentina                                                                | 1 – 0                                                                    | Iran                                                                     | Mondiali 2014 - 1º turno                                                 | -                                                                        |                                                                          |
| 25-6-2014                                                                | Porto Alegre                                                             | Nigeria                                                                  | 2 – 3                                                                    | Argentina                                                                | Mondiali 2014 - 1º turno                                                 | -                                                                        |                                                                          |
| 1-7-2014                                                                 | San Paolo                                                                | Argentina                                                                | 1 – 0 dts                                                                | Svizzera                                                                 | Mondiali 2014 - Ottavi di finale                                         | -                                                                        | 106’                                                                     |
| 5-7-2014                                                                 | Brasilia                                                                 | Argentina                                                                | 1 – 0                                                                    | Belgio                                                                   | Mondiali 2014 - Quarti di finale                                         | -                                                                        | 81’                                                                      |
| 13-7-2014                                                                | Rio de Janeiro                                                           | Germania                                                                 | 1 – 0 dts                                                                | Argentina                                                                | Mondiali 2014 - Finale                                                   | -                                                                        | 86’                                                                      |
| 3-9-2014                                                                 | Düsseldorf                                                               | Germania                                                                 | 2 – 4                                                                    | Argentina                                                                | Amichevole                                                               | -                                                                        | 68’                                                                      |
| 14-10-2014                                                               | Hong Kong                                                                | Hong Kong                                                                | 0 – 7                                                                    | Argentina                                                                | Amichevole                                                               | -                                                                        | 73’                                                                      |
| 7-6-2015                                                                 | San Juan                                                                 | Argentina                                                                | 5 – 0                                                                    | Bolivia                                                                  | Amichevole                                                               | -                                                                        |                                                                          |
| 30-6-2015                                                                | Concepción                                                               | Argentina                                                                | 6 – 1                                                                    | Paraguay                                                                 | Coppa America 2015 - Semifinale                                          | -                                                                        | 77’                                                                      |
| 8-9-2015                                                                 | Arlington                                                                | Argentina                                                                | 2 – 2                                                                    | Messico                                                                  | Amichevole                                                               | -                                                                        | 76’                                                                      |
| 5-10-2017                                                                | Buenos Aires                                                             | Argentina                                                                | 0 – 0                                                                    | Perù                                                                     | Qual. Mondiali 2018                                                      | -                                                                        | 60’                                                                      |
| Totale                                                                   |                                                                          | Presenze                                                                 | 61                                                                       |                                                                          | Reti                                                                     | 0                                                                        |                                                                          |

| Cronologia completa delle presenze e delle reti in nazionale ― Argentina Olimpica | Cronologia completa delle presenze e delle reti in nazionale ― Argentina Olimpica | Cronologia completa delle presenze e delle reti in nazionale ― Argentina Olimpica | Cronologia completa delle presenze e delle reti in nazionale ― Argentina Olimpica | Cronologia completa delle presenze e delle reti in nazionale ― Argentina Olimpica | Cronologia completa delle presenze e delle reti in nazionale ― Argentina Olimpica | Cronologia completa delle presenze e delle reti in nazionale ― Argentina Olimpica | Cronologia completa delle presenze e delle reti in nazionale ― Argentina Olimpica |
| Data                                                                              | Città                                                                             | In casa                                                                           | Risultato                                                                         | Ospiti                                                                            | Competizione                                                                      | Reti                                                                              | Note                                                                              |
| --------------------------------------------------------------------------------- | --------------------------------------------------------------------------------- | --------------------------------------------------------------------------------- | --------------------------------------------------------------------------------- | --------------------------------------------------------------------------------- | --------------------------------------------------------------------------------- | --------------------------------------------------------------------------------- | --------------------------------------------------------------------------------- |
| 7-8-2008                                                                          | Shanghai                                                                          | Costa d'Avorio olimpica                                                           | 1 – 2                                                                             | Argentina olimpica                                                                | Olimpiadi 2008 - 1º turno                                                         | -                                                                                 |                                                                                   |
| 10-8-2008                                                                         | Shanghai                                                                          | Argentina olimpica                                                                | 1 – 0                                                                             | Australia olimpica                                                                | Olimpiadi 2008 - 1º turno                                                         | -                                                                                 |                                                                                   |
| 13-8-2008                                                                         | Pechino                                                                           | Argentina olimpica                                                                | 2 – 0                                                                             | Serbia olimpica                                                                   | Olimpiadi 2008 - 1° turno                                                         | -                                                                                 |                                                                                   |
| 16-8-2008                                                                         | Shanghai                                                                          | Argentina olimpica                                                                | 2 – 1 dts                                                                         | Paesi Bassi olimpica                                                              | Olimpiadi 2008 - Quarti di finale                                                 | -                                                                                 |                                                                                   |
| 19-8-2008                                                                         | Pechino                                                                           | Argentina olimpica                                                                | 3 – 0                                                                             | Brasile olimpica                                                                  | Olimpiadi 2008 - Semifinale                                                       | -                                                                                 |                                                                                   |
| 23-8-2008                                                                         | Pechino                                                                           | Nigeria olimpica                                                                  | 0 – 1                                                                             | Argentina olimpica                                                                | Olimpiadi 2008 - Finale                                                           | -                                                                                 |                                                                                   |
| Totale                                                                            |                                                                                   | Presenze                                                                          | 6                                                                                 |                                                                                   | Reti                                                                              | 0                                                                                 |                                                                                   |

### Statistiche da allenatore
Statistiche aggiornate al 29 aprile 2025. In grassetto le competizioni vinte.
| Stagione            | Squadra             | Campionato          | Campionato | Campionato | Campionato | Campionato | Coppe nazionali | Coppe nazionali | Coppe nazionali | Coppe nazionali | Coppe nazionali | Coppe continentali | Coppe continentali | Coppe continentali | Coppe continentali | Coppe continentali | Altre coppe | Altre coppe | Altre coppe | Altre coppe | Altre coppe | Totale | Totale | Totale | Totale | % Vittorie | Piazzamento |
| Stagione            | Squadra             | Comp                | G          | V          | N          | P          | Comp            | G               | V               | N               | P               | Comp               | G                  | V                  | N                  | P                  | Comp        | G           | V           | N           | P           | G      | V      | N      | P      | %          | Piazzamento |
| ------------------- | ------------------- | ------------------- | ---------- | ---------- | ---------- | ---------- | --------------- | --------------- | --------------- | --------------- | --------------- | ------------------ | ------------------ | ------------------ | ------------------ | ------------------ | ----------- | ----------- | ----------- | ----------- | ----------- | ------ | ------ | ------ | ------ | ---------- | ----------- |
| 2021                | Aldosivi            | PD                  | 13         | 4          | 1          | 8          | CdL             | 13              | 3               | 2               | 8               | -                  | -                  | -                  | -                  | -                  | -           | -           | -           | -           | -           | 26     | 7      | 3      | 16     | 26,92      | Dim         |
| ott.-nov. 2021      | Racing Club         | PD                  | 8          | 2          | 0          | 6          | CdL             | 0               | 0               | 0               | 0               | CL                 | -                  | -                  | -                  | -                  | -           | -           | -           | -           | -           | 8      | 2      | 0      | 6      | 25,00      | Sub, 15°    |
| 2022                | Racing Club         | PD                  | 27         | 14         | 8          | 5          | CA+CdL          | 2+16            | 1+9             | 0+7             | 1+0             | CS                 | 6                  | 4                  | 0                  | 2                  | TC          | 2           | 2           | 0           | 0           | 53     | 30     | 15     | 8      | 56,60      | 2°          |
| 2023                | Racing Club         | PD                  | 27         | 9          | 9          | 9          | CA+CdL          | 3+7             | 2+3             | 1+3             | 0+1             | CL                 | 10                 | 5                  | 3                  | 2                  | SI          | 1           | 1           | 0           | 0           | 48     | 20     | 16     | 12     | 41,67      | 12°         |
| Totale Racing Club  | Totale Racing Club  | Totale Racing Club  | 62         | 25         | 17         | 20         |                 | 28              | 15              | 11              | 2               |                    | 16                 | 9                  | 3                  | 4                  |             | 3           | 3           | 0           | 0           | 109    | 52     | 31     | 26     | 47,71      |             |
| gen.-ott. 2024      | Guadalajara         | PD                  | 32         | 14         | 9          | 9          | -               | -               | -               | -               | -               | CCL                | 6                  | 3                  | 0                  | 3                  | -           | -           | -           | -           | -           | 38     | 17     | 9      | 12     | 44,74      | Risol.      |
| ott.-dic. 2024      | Boca Juniors        | PD                  | 10         | 6          | 2          | 2          | CA+CLP          | 2+0             | 0+0             | 1+0             | 1+0             | CS                 | -                  | -                  | -                  | -                  | -           | -           | -           | -           | -           | 12     | 6      | 3      | 3      | 50,00      | Sub., 5º    |
| gen.-apr. 2025      | Boca Juniors        | PD                  | 15         | 10         | 2          | 3          | CA              | 1               | 1               | 0               | 0               | CL                 | 2                  | 1                  | 0                  | 1                  | Cmc         | -           | -           | -           | -           | 18     | 12     | 2      | 4      | 66,67      | Eson.       |
| Totale Boca Juniors | Totale Boca Juniors | Totale Boca Juniors | 25         | 16         | 4          | 5          |                 | 3               | 1               | 1               | 1               |                    | 2                  | 1                  | 0                  | 1                  |             | -           | -           | -           | -           | 30     | 18     | 5      | 7      | 60,00      |             |
| Totale carriera     | Totale carriera     | Totale carriera     | 132        | 59         | 31         | 52         |                 | 44              | 19              | 14              | 11              |                    | 24                 | 13                 | 3                  | 8                  |             | 3           | 3           | 0           | 0           | 203    | 94     | 48     | 71     | 46,31      |             |

## Palmarès

### Giocatore

#### Club

##### Competizioni nazionali
- Campionato argentino: 6

Boca Juniors: Apertura 2005, Clausura 2006, 2015, 2016-2017, 2017-2018
Vélez Sarsfield: 2012-2013
- Campionato spagnolo: 2

Real Madrid: 2006-2007, 2007-2008
- Supercoppa di Spagna: 1

Real Madrid: 2008
- Coppa di Spagna: 1

Real Madrid: 2010-2011
- Coppa Argentina: 1

Boca Juniors: 2014-2015

##### Competizioni internazionali
- Coppa Sudamericana: 1

Boca Juniors: 2005
- Recopa Sudamericana: 2

Boca Juniors: 2005, 2006

#### Nazionale
- Campionato mondiale Under-20: 1

Paesi Bassi 2005
- Oro olimpico: 1

Pechino 2008

#### Individuale
- Equipo Ideal de América: 2

2005, 2006

### Allenatore
- Trofeo de Campeones: 1

Racing Club: 2022
- Supercopa Internacional: 1

Racing Club: 2022